# CleanSeaNet
O CleanSeaNet é um sistema europeu de vigilância e controlo por satélite de derrames marinhos ilegais ou acidentais de hidrocarbonetos. 
Este sistema é gerido pela Agência Europeia de Segurança Marítima (EMSA) e foi criado com base no artigo 10º 2(a) da Directiva Comunitária 2005/35/CE, relativa à poluição por navios e à introdução de sanções em caso de infracções, que entrou em vigor em 1 de Março de 2007.
O serviço disponibiliado pelo CleanSenaNet permite o fornecimento de imagens de satélite aos estados membros, alertando-os para a possível existência de derrame de hidrocarbonetos e informado-os da respectiva posição.
As zonas cobertas por este serviço são o mar Báltico, o mar do Norte e as áreas à volta das ilhas britânicas, Noruega e Islândia, as águas do oeste da Europa desde o Canal da Mancha até ao estreito de Gibraltar, o mar Mediterrâneo, a parte Oeste do mar Negro e a zona das ilhas Canárias. Em 2008 a cobertura será alargada também às Zonas Económicas Exclusivas dos estados membros no Atlântico.
A monitorização é efectuada através de imagens obtidas costantemente pelos satélites Envisat (Europeu) e RADARSAT-1 (Canadiano). O sistema será proximamente alargado com disponibilização do RADARSAT-2. No futuro, o sistema poderá tirar partido das capacidades alargadas do satélite Sentinel-1 que deverá ser lançado pela ESA entre 2010 e 2012.